# ISO 3166-2:MV
Artículo principal: ISO 3166-2

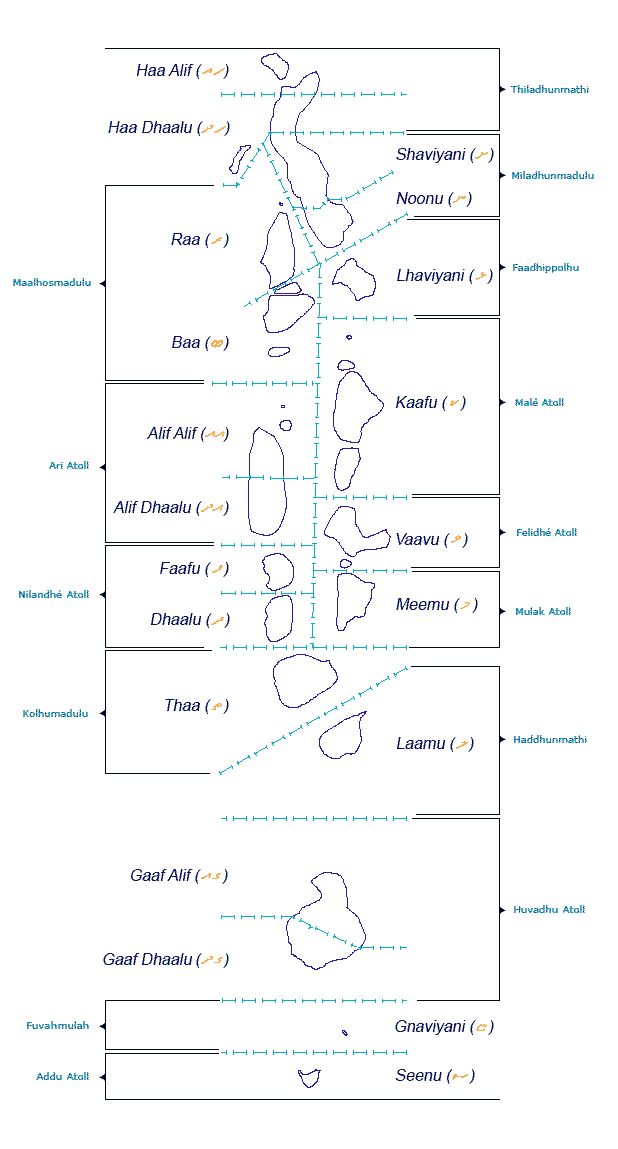
División administrativa de Maldivas.

ISO 3166-2:MV es la entrada para Maldivas en ISO 3166-2, parte de los códigos de normalización ISO 3166 publicados por la Organización Internacional de Normalización (ISO), que define los códigos para los nombres de las principales subdivisiones (p.ej., provincias o estados) de todos los países codificados en ISO 3166-1.
En la actualidad, para Maldivas los códigos ISO 3166-2 se definen para 2 ciudades y 19 atolones administrativos.
Cada código consta de dos partes, separadas por un guion. La primera parte es MV, el código ISO 3166-1 alfa-2 para Maldivas. La segunda parte tiene, según el caso:
- dos cifras: Seenu y atolones administrativos
- tres letras: Malé

## Códigos actuales
Los nombres de las subdivisiones se ordenan según el estándar ISO 3166-2 publicado por la Agencia de Mantenimiento ISO 3166 (ISO 3166/MA).
Los códigos ISO 639 se usan para representar los nombres de las subdivisiones en los siguientes idiomas oficiales:
- (en): Inglés
- (dv): maldivo

Pulsa sobre el botón en la cabecera para ordenar cada columna.

### Ciudades
| Código | Nombre de la subdivisión (en) | Nombre de la subdivisión (dv) | Nombre de la subdivisión (es) | Variante local |
| ------ | ----------------------------- | ----------------------------- | ----------------------------- | -------------- |
| MV-01  | Addu City                     | Addu                          | Seenu                         | Seenu          |
| MV-MLE | Male                          | Maale                         | Malé                          |                |

### Atolones administrativos
| Código | Nombre de la subdivisión (en) | Nombre de la subdivisión (dv) | Nombre de la subdivisión (es) | Variante local | Provincia anterior |
| ------ | ----------------------------- | ----------------------------- | ----------------------------- | -------------- | ------------------ |
| MV-02  | North Ari Atoll               | Ariatholhu Uthuruburi         | Alif Alif                     | Alifu Alifu    | NC                 |
| MV-00  | South Ari Atoll               | Ariatholhu Dhekunuburi        | Alif Dhaal                    | Alifu Dhaalu   | NC                 |
| MV-20  | South Maalhosmadulu           | Maalhosmadulu Dhekunuburi     | Baa                           | Baa            | NO                 |
| MV-17  | South Nilandhe Atoll          | Nilandheatholhu Dhekunuburi   | Dhaalu                        | Dhaalu         | CE                 |
| MV-14  | North Nilandhe Atoll          | Nilandheatholhu Uthuruburi    | Faafu                         | Faafu          | CE                 |
| MV-27  | North Huvadhu Atoll           | Huvadhuatholhu Uthuruburi     | Gaafu Alif                    | Gaafu Alifu    | US                 |
| MV-28  | South Huvadhu Atoll           | Huvadhuatholhu Dhekunuburi    | Gaafu Dhaalu                  | Gaafu Dhaalu   | US                 |
| MV-29  | Fuvammulah                    | Fuvammulah                    | Gnaviyani                     | Gnaviyani      | SU                 |
| MV-07  | North Thiladhunmathi          | Thiladhunmathee Uthuruburi    | Haa Alif                      | Haa Alifu      | UN                 |
| MV-23  | South Thiladhunmathi          | Thiladhunmathee Dhekunuburi   | Haa Dhaalu                    | Haa Dhaalu     | UN                 |
| MV-26  | Male Atoll                    | Maaleatholhu                  | Kaafu                         | Kaafu          | NC                 |
| MV-05  | Hahdhunmathi                  | Hahdhunmathi                  | Laamu                         | Laamu          | SC                 |
| MV-03  | Faadhippolhu                  | Faadhippolhu                  | Lhaviyani                     | Lhaviyani      | NO                 |
| MV-12  | Mulaku Atoll                  | Mulakatholhu                  | Meemu                         | Meemu          | CE                 |
| MV-25  | South Miladhunmadulu          | Miladhunmadulu Dhekunuburi    | Noonu                         | Noonu          | NO                 |
| MV-13  | North Maalhosmadulu           | Maalhosmadulu Uthuruburi      | Raa                           | Raa            | NO                 |
| MV-24  | North Miladhunmadulu          | Miladhunmadulu Uthuruburi     | Shaviyani                     | Shaviyani      | UN                 |
| MV-08  | Kolhumadulu                   | Kolhumadulu                   | Thaa                          | Thaa           | SC                 |
| MV-04  | Felidhu Atoll                 | Felidheatholhu                | Vaavu                         | Vaavu          | NC                 |

## Cambios
Los siguientes cambios de entradas han sido anunciados en los boletines de noticias emitidos por el ISO 3166/MA desde la primera publicación del ISO 3166-2 en 1998, cesando esta actividad informativa en 2013.
| Informe                       | Fecha de emisión                     | Descripción del cambio reportado | Cambio de código o subdivisión |
| ----------------------------- | ------------------------------------ | --- | --- |
| Boletín II-3                  | 2011-12-13 (corregido el 2011-12-15) | Reorganización administrativa, se añaden los términos administrativos genéricos locales, ajuste de idioma y se actualiza el origen de la lista. | Subdivisiones añadidas:7 provincias MV-00 Alifu Dhaalu |
| Plataforma en línea de la ISO | 2016-11-15                           | Cambio ortográfico de MV-05 | Cambio ortográfico: MV-05 |
| Plataforma en línea de la ISO | 2018-11-26                           | Cambio ortográfico en maldivo de MV-00, MV-02, MV-04, MV-14, MV-17, MV-26, MV-27, MV-28; Cambio ortográfico en inglés de MV-00, MV-01, MV-02, MV-03, MV-04, MV-05, MV-07, MV-08, MV-12, MV-13, MV-14, MV-17, MV-20, MV-23, MV-24, MV-25, MV-26, MV-27, MV-28, MV-29; Se añade la variante local de MV-00, MV-01, MV-02, MV-03, MV-04, MV-05, MV-07, MV-08, MV-12, MV-13, MV-14, MV-17, MV-20, MV-23, MV-24, MV-25, MV-26, MV-27, MV-28, MV-29; Cambia el nombre de la categoría: de capital a ciudad para MV-MLE; Cambia el nombre de la categoría: de atolón administrativo a ciudad para MV-01; Se quitan las subdivisiones matrices de MV-MLE, MV-00, MV-01, MV-02, MV-03, MV-04, MV-05, MV-07, MV-08, MV-12, MV-13, MV-14, MV-17, MV-20, MV-23, MV-24, MV-25, MV-26, MV-27, MV-28, MV-29; Se suprimen las provincias MV-CE, MV-NC, MV-NO, MV-SC, MV-SU, MV-UN y MV-US; Se actualiza el origen de la lista. | Subdivisiones suprimidas:MV-CE Central, MV-NC Norte Central MV-NO Norte MV-SC Sur Central MV-SU Sur MV-UN Alto Norte MV-US Alto Sur Cambios de categoría: MV-MLE capital → city MV-01 administrative atoll → city Cambios ortográficos en maldivo: MV-00 Ari Atholhu Dhekunuburi → Ariatholhu Dhekunuburi MV-02 Ari Atholhu Uthuruburi → Ariatholhu Uthuruburi MV-04 Ari Atholhu Uthuruburi → Felidheatholhu MV-14 Ari Atholhu Uthuruburi → Nilandheatholhu Uthuruburi MV-17 Nilandhe Atholhu Dhekunuburi → Nilandheatholhu Dhekunuburi MV-26 Maale Atholhu → MV-27 → Maaleatholhu MV-28 Huvadhu Atholhu Dhekunuburi → Huvadhuatholhu Dhekunuburi Cambios ortográficos en inglés: MV-00 Alifu Dhaalu → South Ari Atoll MV-01 Seenu → Addu City MV-02 Alifu Alifu → North Ari Atoll MV-03 Lhaviyani→Faadhippolhu MV-04 Vaavu → Felidhu Atoll MV-05 Laamu → Felidhu Atoll MV-07 Haa Alifu → North Thiladhunmathi MV-08 Thaa → Kolhumadulu MV-12 Meemu → Mulaku Atoll MV-13 Raa → Mulaku Atoll MV-14 Faafu → North Nilandhe Atoll MV-17 Dhaalu → South Nilandhe Atoll MV-20 Baa → South Nilandhe Atoll MV-23 Haa Dhaalu → South Thiladhunmathi MV-24 Shaviyani → North Miladhunmadulu MV-25 Noonu → South Miladhunmadulu MV-26 Kaafu → South Miladhunmadulu MV-27 Gaafu Alifu → North Huvadhu Atoll MV-28 Gaafu Dhaalu → North Huvadhu Atoll MV-29 Gnaviyani → Fuvammulah Variantes locales añadidas: todas las subdivisiones |

### Provincias anteriores
Las provincias fueron abolidas en 2010 y sus códigos suprimidos en 2018:
| Código anterior | Nombre de la subdivisión (en) | Nombre de la subdivisión (dv) | Nombre de la subdivisión (es) |
| --------------- | ----------------------------- | ----------------------------- | ----------------------------- |
| MV-CE           | Central                       | Medhu                         | Central                       |
| MV-NO           | North                         | Uthuru                        | Norte                         |
| MV-NC           | North Central                 | Medhu-Uthuru                  | Centro-Norte                  |
| MV-SU           | South                         | Dhekunu                       | Sur                           |
| MV-SC           | South Central                 | Medhu-Dhekunu                 | Centro-Sur                    |
| MV-UN           | Upper North                   | Mathi-Uthuru                  | Alto Norte                    |
| MV-US           | Upper South                   | Mathi-Dhekunu                 | Alto Sur                      |